# Béatrice de Saône
Béatrice, morte en 1159, fut comtesse d'Edesse de 1131 à 1150. Elle était veuve de Guillaume de Saône.

## Biographie
Elle épousa Josselin II de Courtenay, comte d'Edesse et châtelain de Turbessel et donna naissance à :
- Josselin III d'Edesse
- Agnès de Courtenay

Josselin III d'Edesse emprisonné, la comtesse Béatrice défendit la forteresse puis vendit le comté aux Byzantins. Elle trouva refuge au château de Saône.